# رباط زنگ
رباط زنگ یک منطقهٔ مسکونی در ایران است که در دهستان خوارتوران شهرستان شاهرود واقع شده‌است. رباط زنگ ۴۷ نفر جمعیت دارد.